# Butia
Pour les articles homonymes, voir Butia (homonymie).
Genre
Butia Becc. (1916), est un genre de palmiers de la famille des Arecaceae. Son nom scientifique est dérivé de l'une des appellations qu'on lui donne en Amérique du Sud.

## Taxonomie
- Sous-famille des Arecoideae
  - Tribu des Cocoeae
    - Sous-tribu des Attaleinae[2]

Le genre Butia partage sa sous-tribu Attaleinae, avec 9 autres genres; 

Beccariophoenix,  Jubaeopsis, Voanioala,  Allagoptera,  Cocos,  Jubaea,  Syagrus, Parajubaea et Attalea.

## Description

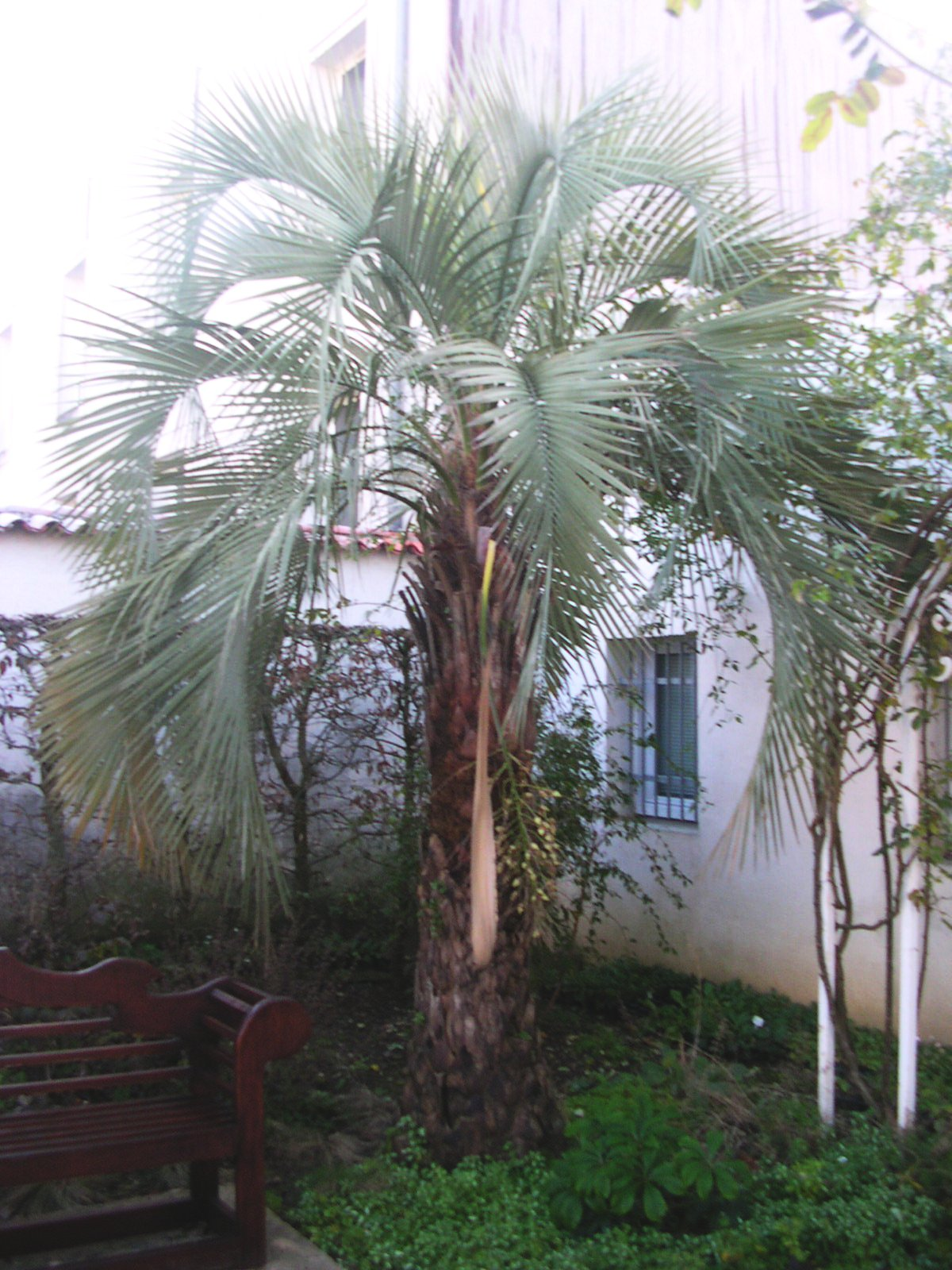
Butia capitata dans le Jardin botanique de La Rochelle

- Les espèces du genre Butia sont des palmiers à feuilles pennées, dotés d'une couronne bleutée qui est composée de feuilles arquées. Elles sont disposées irrégulièrement le long de la côte médiane, sortant partiellement par deux ou trois.
- Leur stipe est robuste, de couleur grise, et recouvert par des bases foliaires très coriaces. Le stipe reste longtemps enveloppé dans les bases foliaires des feuilles fanées, qui les marquent de cicatrices foliaires annelées.
- Les fruits de certains Butia sont comestibles. La pulpe des fruits de Butia capitata peut ainsi être consommée crue, en gelée, ou macérée dans l’alcool.

## Habitat
Le genre Butia a un habitat assez localisé. Il est typique de la pampa sud-américaine. On retrouve les neuf espèces à l'est du Paraguay, au sud du Brésil, au nord de l'Uruguay, et au nord-est de l’Argentine. Certaines des espèces sont aujourd'hui menacées d'extinction car les zones herbeuses sur lesquelles elles poussent sont destinées à l'agriculture intensive et transformées en champs de céréales.
Le genre comprend des espèces assez résistantes au froid. Certaines espèces résistent à des températures de -10 à -12 °C. Il est donc assez fréquemment planté en dehors de son habitat naturel, notamment dans les jardins d'Europe. On trouve ainsi deux spécimens dans le jardin botanique de La Rochelle.

## Résistance au froid de quelques espèces du genreButia
Les chiffres sont donnés à titre indicatif. Ils donnent la résistance maximale au froid dans de bonnes conditions : froid bref et air sec, plante adulte.
- Butia archeri (-10 °C)
- Butia odorata (-12 °C)
- Butia eriospatha (-12 °C)
- Butia yatay (-12 °C)

## Espèces
Selon Plants of the World online (POWO) (3 décembre 2020), le genre comporte les espèces suivantes :
- Butia archeri (Glassman) Glassman
- Butia arenicola (Barb.Rodr.) Burret
- Butia campicola (Barb.Rodr.) Noblick
- Butia capitata (Mart.) Becc.
- Butia catarinensis Noblick & Lorenzi
- Butia eriospatha (Mart. ex Drude) Becc.
- Butia exilata Deble & Marchiori
- Butia exospadix Noblick
- Butia lallemantii Deble & Marchiori
- Butia lepidotispatha Noblick
- Butia leptospatha (Burret) Noblick
- Butia marmorii Noblick
- Butia matogrossensis Noblick & Lorenzi
- Butia microspadix Burret
- Butia noblickii Deble, Marchiori, F.S.Alves & A.S.Oliveira
- Butia odorata (Barb.Rodr.) Noblick
- Butia paraguayensis (Barb.Rodr.) L.H.Bailey
- Butia poni (Hauman) Burret
- Butia pubispatha Noblick & Lorenzi
- Butia purpurascens Glassman
- Butia witeckii K.Soares & S.J.Longhi
- Butia yatay (Mart.) Becc.

Butia eriospatha et Butia purpurascens sont des espèces menacées, classées vulnérables sur la Liste rouge de l'UICN.

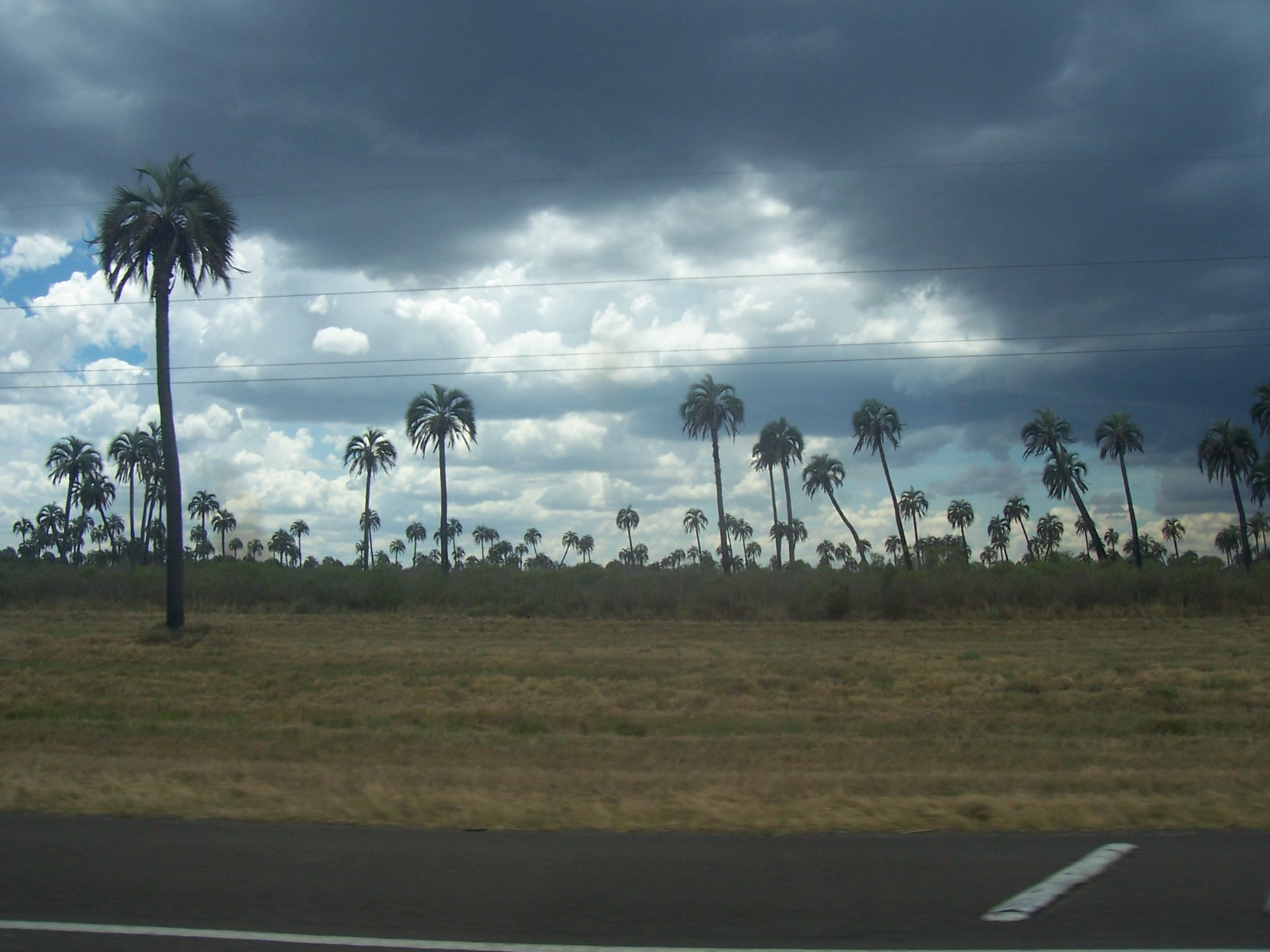
Butia yatay dans son habitat d'origine